# Nätverkstekniker
Nätverkstekniker är en fackman som skapar och förvaltar datornätverk. 
I Sverige finns cirka 12 000 anställda nätverks- och systemtekniker, varav cirka 11 procent är kvinnor och 89 procent är män. En lämplig utbildning för att bli nätverkstekniker är gymnasiets treåriga El- och energiprogram med inriktning Dator- och kommunikationsteknik. Därefter kan man ytterligare öka sin kompetens genom fortsatta studier på yrkeshögskolan inom nätverksteknik. 

## Lön
Marknadslönen ligger (mars 2023) på mellan 37 000 och 48 000 kr per månad. Saker som avgör lönenivån är bl.a. om tjänsten är junior eller senior, vilket företag man arbetar på samt hur pass kvalificerat arbetet är.